# Équipe de Silésie de football
 (janvier 2023).
Si vous disposez d'ouvrages ou d'articles de référence ou si vous connaissez des sites web de qualité traitant du thème abordé ici, merci de compléter l'article en donnant les références utiles à sa vérifiabilité et en les liant à la section « Notes et références ».
Maillots
L'Équipe de Silésie de football (en polonais : Reprezentacja Śląska) est l'équipe non reconnue internationalement de la Silésie. Elle n'est pas membre de la FIFA, ni de l'UEFA et ne participe donc pas aux tournois internationaux.

## Match Silésie contre Pologne
| No. | Date              | Stade                        | Match             | Résultat | Affluence |
| --- | ----------------- | ---------------------------- | ----------------- | -------- | --------- |
| 1   | 4 octobre 1933    | KS Police Stadium à Katowice | Silésie - Pologne | 1-2      | 5 000     |
| 2   | 26 avril 1953     | Ruch Stadium à Chorzów       | Silésie - Pologne | 2-3      | 12 000    |
| 3   | 13 septembre 1953 | Polonia Stadium à Bytom      | Silésie - Pologne | 3-3      | 3 000     |
| 4   | 9 décembre 2006   | Ruch Stadium à Chorzów       | Silésie - Pologne | 1-1      | 5 000     |

## Match Silésie contre une autre équipe nationale de football
| No. | Date            | Stade                              | Match                 | Résultat | Affluence |
| --- | --------------- | ---------------------------------- | --------------------- | -------- | --------- |
| 1   | 9 juin 1937     | Ruch Stadium à Chorzów             | Silésie - Pays Basque | 3-4      | ?         |
| 2   | 24 août 1952    | Ruch Stadium à Chorzów             | Silésie - Chine       | 5-1      | 15 000    |
| 3   | 22 juillet 1974 | Stade de Silésie (Silesia Stadium) | Silésie - Tanzanie    | 7-2      | ?         |